# Вайт-Дір Тауншип (округ Юніон, Пенсільванія)
Вайт-Дір Тауншип (англ. White Deer Township) — селище (англ. township) в США, в окрузі Юніон штату Пенсільванія. Населення — 4404 особи (2020).

## Демографія
Згідно з переписом 2010 року, у селищі мешкало 4437 осіб у 1809 домогосподарствах у складі 1295 родин. Було 1981 помешкання
Расовий склад населення:
| - 97,1 % — білих - 1,1 % — чорних або афроамериканців - 0,1 % — вихідців з тихоокеанських островів - 0,1 % — корінних американців - 0,1 % — азіатів |

До двох чи більше рас належало 1,1 %. Частка іспаномовних становила 1,0 % від усіх жителів.
За віковим діапазоном населення розподілялося таким чином: 21,0 % — особи молодші 18 років, 63,8 % — особи у віці 18—64 років, 15,2 % — особи у віці 65 років та старші. Медіана віку мешканця становила 43,6 року. На 100 осіб жіночої статі у селищі припадало 95,8 чоловіків;  на 100 жінок у віці від 18 років та старших — 95,4 чоловіків також старших 18 років.
Середній дохід на одне домашнє господарство  становив 59 327 доларів США (медіана — 55 478), а середній дохід на одну сім'ю — 62 579 доларів (медіана — 61 628). За межею бідності перебувало 9,7 % осіб, у тому числі 14,9 % дітей у віці до 18 років та 8,1 % осіб у віці 65 років та старших.
Цивільне працевлаштоване населення становило 2288 осіб. Основні галузі зайнятості: освіта, охорона здоров'я та соціальна допомога — 20,0 %, виробництво — 18,4 %, роздрібна торгівля — 9,3 %, мистецтво, розваги та відпочинок — 8,7 %.